# Estádio Nacional
Das Estádio de Honra im Centro Desportivo Nacional do Jamor, oft Estádio Nacional genannt, ist das Nationalstadion Portugals und gehört zum Instituto Português do Desporto e Juventude. Es befindet sich etwa 20 Kilometer westlich von Lissabon, im Tal des Rio Jamor in Oeiras im Distrikt Lissabon. Das vom Architekten Miguel Jacobetty Rosa entworfene Fußballstadion mit Leichtathletikanlage wurde am 10. Juni 1944 vom Ministerpräsidenten António de Oliveira Salazar eröffnet und verfügt aktuell über rund 37.500 Sitzplätze.
Seit 1946 findet hier regelmäßig das Finale um den portugiesischen Fußballpokal statt. Höhepunkt war aber bisher das Finale um den Europapokal der Landesmeister 1966/67 zwischen Celtic Glasgow und Inter Mailand.
Zu dem Sportkomplex des Estádio Nacional gehören neben dem eigentlichen Stadion u. a. auch Tennisplätze und Laufbahnen. So haben sowohl der portugiesische Tennisverband als auch der Triathlonverband ihre Leistungszentren (Centro de Alto Rendimento, CAR) hier eingerichtet.

## Geschichte
Es wurde am 10. Juni 1944 nach fünf Jahren Planungs- und Bauphase vom damaligen Diktator António de Oliveira Salazar eröffnet. Das Stadion liegt im Sport-Komplex Complexo Desportivo do Jamor. Während der Entwicklungsphase zog man einige Architekten wie Francisco Caldeira Cabral, Konrad Wiesner, Jorge Segurado und den letztlich für den Entwurf verantwortlichen Miguel Jacobetty Rosa hinzu. Man ließ sich damals von vorhandenen Stadien, wie dem Berliner Olympiastadion, inspirieren. Die Zuschauerränge des Stadions sind wie eine große Schüssel angelegt und erstrecken sich von der Haupttribüne; hinter beiden Toren entlang bis zur offenen Seite auf der Gegengeraden. Bis auf die Pressetribüne ist die Spielstätte unüberdacht.
Am 14. Juli 2023 unterzeichnete die Gemeinde Oeiras, in der das Estádio Nacional liegt, eine Kooperationsvereinbarung mit dem portugiesischen Fußballverband (FPF), dem Besitzer des Stadions, im Hinblick auf die Renovierung des Estádio Nacional. Des Weiteren unterzeichneten auch das portugiesische Institut für Jugend und Sport, der portugiesische Leichtathletikverband und der portugiesische Rugby-Verband die Vereinbarung. Die Verbände werden eine Ausschreibung starten, um die Pläne für das umgestaltete Stadion festzulegen.

## Veranstaltungen

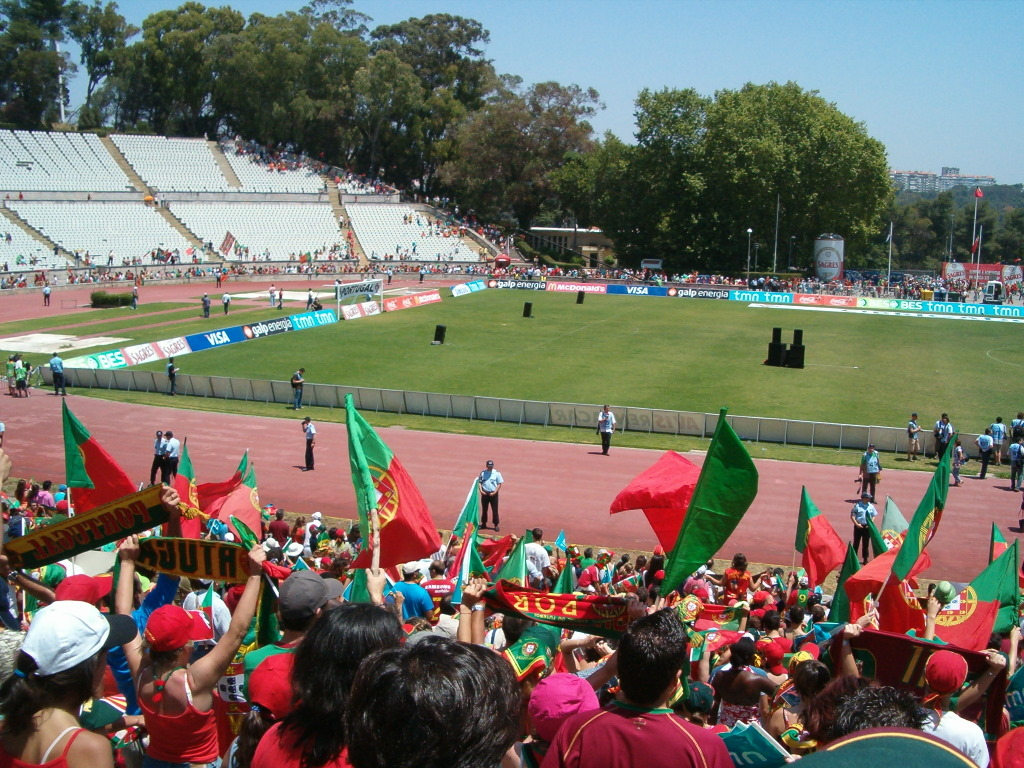
Blick von der Haupttribüne auf die offene Seite des Stadions

Im Stadion werden seit 1946, bis auf wenige Ausnahmen, die Endspiele um den portugiesischen Fußballpokal ausgetragen. Des Weiteren dient es als Trainingsort für die portugiesische Fußballnationalmannschaft sowie für Leichtathletik. Im Jahr 1967 wurde hier das Finale um den Europapokal der Landesmeister zwischen Celtic Glasgow und Inter Mailand ausgetragen. Celtic gewann das Endspiel mit 2:1 und war der erste Gewinner des Pokals, der nicht aus Südeuropa (nach Real Madrid, Benfica Lissabon, AC Mailand und Inter Mailand) stammte. Die damalige Mannschaft von Celtic erhielt den Spitznamen Lisbon Lions (deutsch Lissabonner Löwen).
Da das Stadion nicht modernen, europäischen Sicherheitsansprüchen entspricht, werden die Spiele der portugiesischen Fußballnationalmannschaft in den modernen, für die UEFA EURO 2004 errichteten Stadien wie in Lissabon (Estádio da Luz, Estádio José Alvalade XXI) oder Porto (Estádio do Dragão) ausgetragen. Neben Sportveranstaltungen wird das Stadion auch für Konzerte genutzt. Am 25. September 2007 trat die englische Pop-Rock-Gruppe The Police im Rahmen ihrer Welttournee The Police Reunion Tour auf. Die Black Eyed Peas sind am 30. Mai 2010 bei einem Musikfestival in Oeiras aufgetreten.